# Achaearyopa pnaca
Achaearyopa pnaca là một loài nhện trong họ Theridiidae.
Loài này thuộc chi Achaearyopa. Achaearyopa pnaca được Alberto Barrion & James A. Litsinger miêu tả năm 1995.